# Дрење Шћитарјевско
Дрење Шћитарјевско је насељено место у саставу Града Велике Горице, у Туропољу, Хрватска.

## Становништво
| Националност       | 1991.        |
| Хрвати             | 186 (96,37%) |
| Срби               | 1 (0,51%)    |
| Југословени        | 0            |
| остали и непознато | 6 (3,10%)    |
| Укупно             | 193          |